# Joe Budden (album)
Albums de Joe Budden
Mood Muzik: The Worst of Joe Budden
(2004)
Singles
1. Focus
Sortie : 2002
2. Pump It Up
Sortie : 2003
3. Fire (Yes, Yes Y'all)
Sortie : 2003

Joe Budden est le premier album studio de Joe Budden, sorti le 10 juin 2003.
L'album s'est classé 2e au Top R&B/Hip-Hop Albums et 8e au Billboard 200.
Le single est Pump It Up, produit par Just Blaze, figure également sur la bande originale de 2 Fast 2 Furious.

## Liste des titres
| No  | Titre                              | Contient un (des) sample(s) de                                                                        | Durée |
| --- | ---------------------------------- | --- | ----- |
| 1.  | Intro                              | Lock and Key de Rush                                                                                  | 2:03  |
| 2.  | No. 1                              | Blues and Pants de James Brown I'm Still #1 des Boogie Down Productions                               | 4:04  |
| 3.  | Pump It Up                         | Soul Vibrations de Kool and the Gang The Payback de James Brown Zungguzungguguzungguzeng de Yellowman | 4:04  |
| 4.  | Pusha Man                          | | 4:18  |
| 5.  | U Aint Gotta Go Home               | | 4:54  |
| 6.  | Walk With Me                       | | 5:34  |
| 7.  | She Wanna Know (featuring Lil' Mo) | I Love You So, Never Gonna Let You Go de Love Unlimited                                               | 4:24  |
| 8.  | Survivor                           | | 4:32  |
| 9.  | Fire (featuring Busta Rhymes)      | Superappin' de Grandmaster Flash and the Furious Five Whores in This House de Frank Ski               | 4:21  |
| 10. | Ma Ma Ma (featuring 112)           | | 4:24  |
| 11. | Calm Down                          | | 5:16  |
| 12. | Focus                              | | 4:02  |
| 13. | Give Me a Reason                   | | 3:07  |
| 14. | Stand Up Nucca                     | | 3:18  |
| 15. | 10 Minutes                         | | 10.04 |

| 16. | Real Life in Rap | Right on Brother des Four Tops | 4:23 |
| 17. | Porno Star       |                                | 3:15 |